# Барсуанбашево
Барсуанба́шево (рос. Барсуанбашево, башк. Бәрҫеүәнбаш) — село у складі Чишминського району Башкортостану, Росія. Входить до складу Новотроїцької сільської ради.
Населення — 265 осіб (2010; 308 у 2002).
Національний склад:
- татари — 83 %